# كوري كروس
كوري كروس هو لاعب هوكي الجليد كندي، ولد في 3 يناير 1971 في لويدمنستر في كندا.

## وصلات خارجية
- كوري كروس على موقع دوري الهوكي الوطني (الإنجليزية)
- كوري كروس على موقع EliteProspects.com (الإنجليزية)
- كوري كروس على موقع Eurohockey.com (الإنجليزية)
- كوري كروس على موقع HockeyDB.com (الإنجليزية)
- كوري كروس على موقع Hockey-Reference.com (الإنجليزية)